# Basetta sperimentale

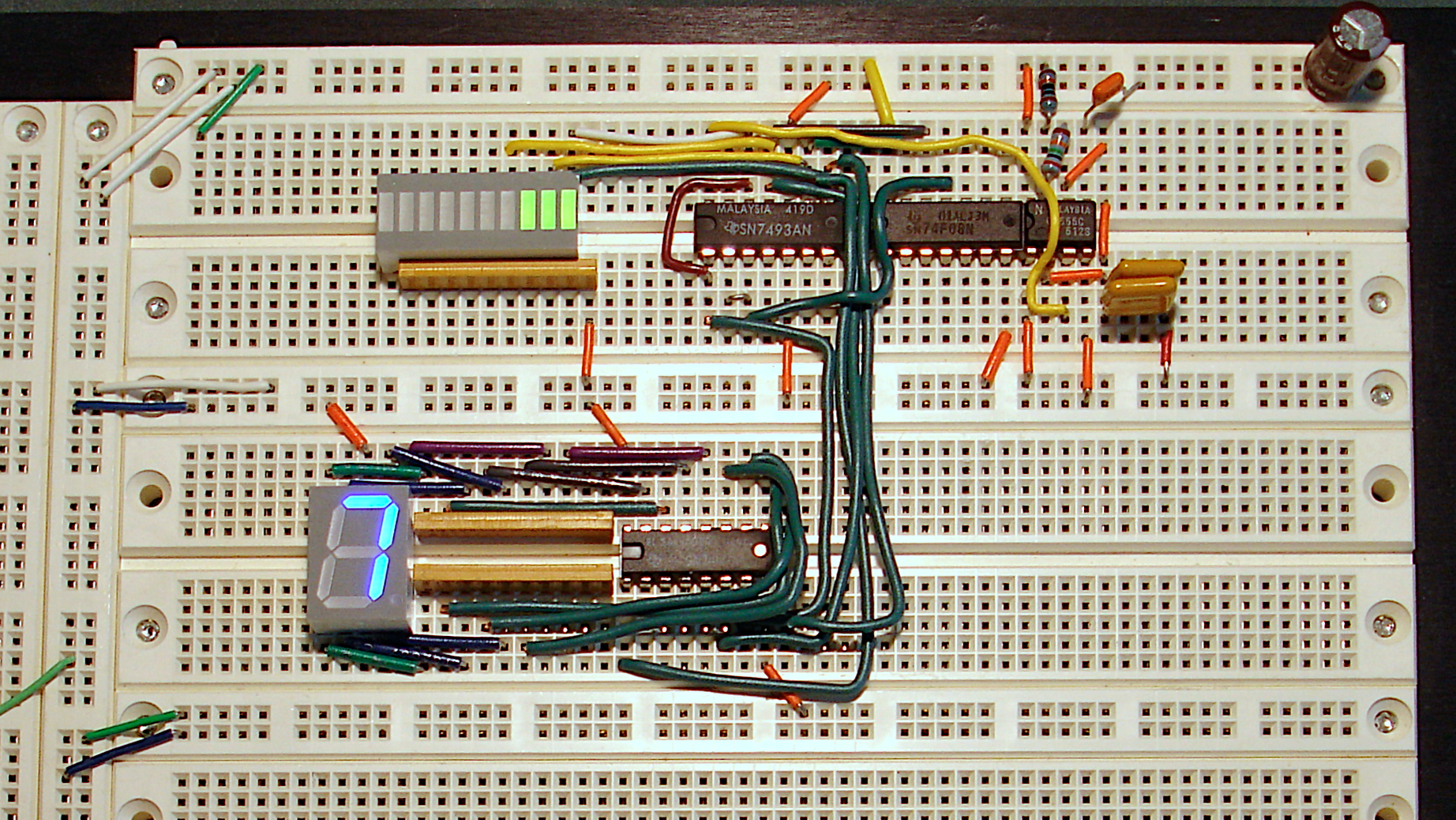
Un contatore binario implementato su breadboard

Esempio di breadboard. Ai lati, segnate dalle linee rosse e blu, le linee di alimentazione; al centro 25 linee per il collegamento dei componenti su ogni colonna

Una breadboard o basetta sperimentale (talvolta chiamata basetta di prova) è uno strumento utilizzato per creare prototipi di circuiti elettrici. A differenza della basetta millefori, che è un circuito stampato (su basetta ramata) su cui vengono saldati i componenti e i collegamenti che formano il prototipo (e che dunque è difficilmente riusabile), la breadboard non richiede saldature ed è completamente riutilizzabile (e perciò utilizzata soprattutto per circuiti temporanei). Sebbene venga usata normalmente per la prototipazione di circuiti semplici, può essere usata anche per testare interi calcolatori.

## Caratteristiche

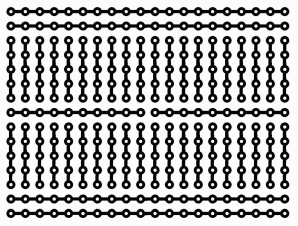
Struttura dei collegamenti di una breadboard. Sono simili anche i collegamenti su un circuito stampato prototipale

Una breadboard moderna consiste in una base in plastica con numerosi fori nei quali inserire i reofori. Questi vengono fermati meccanicamente e collegati elettricamente mediante delle clip metalliche. La distanza tra i fori è tipicamente di 2,54 mm, per la compatibilità con i circuiti integrati nel package dual in-line (DIPs).

## Struttura
Tutte le breadboard hanno generalmente una struttura simile composta da linee di trasmissione (strips) che consistono in collegamenti elettrici tra i fori.
Come in figura, si possono notare le linee di alimentazione, che sono generalmente poste ai lati e collegate lungo tutto l'asse, e le linee dedicate ai componenti, collegate in posizione perpendicolare alle linee d'alimentazione e più corte. Spesso le breadboard sono componibili, cioè è possibile collegare più basette tra di loro per ampliare le linee a disposizione.

## Limitazioni
Le breadboard presentano diverse caratteristiche negative. In primo luogo, una grande capacità parassita (da 2 a 25 pF per punto di contatto), un'alta induttanza dovuta alla lunghezza delle piste, (una resistenza di 10 MΩ).
Inoltre le breadboard non sono adatte per il montaggio superficiale di componenti (SMD, da surface mount device) o comunque in un package con distanza tra i piedini diverse da 2,54 mm. Esistono comunque adattatori e altre tecniche (facenti uso di circuiti stampati esterni) per collegare componenti SMD e in altri formati, ma la necessità di saldare questi componenti sull'adattatore diminuisce la comodità della breadboard.